# Kaiserpokal 1925
Der Kaiserpokal 1925 war die fünfte Ausgabe des Kaiserpokals, des höchsten japanischen Fußballpokalwettbewerbs. Sieger des Wettbewerbs waren die Rijo Shukyudan.

## Ergebnisse

### Viertelfinale
|                  | Ergebnis |                         |
| ---------------- | -------- | ----------------------- |
| Mito High School | 9:0      | Kagoshima Shihan School |
| Mikage Shukyudan | 6:1      | Nagoya Shukyudan        |

### Halbfinale
|                  | Ergebnis |                               |
| ---------------- | -------- | ----------------------------- |
| Mito High School | 0:1      | Kaiserliche Universität Tokio |
| Mikage Shukyudan | 2:3      | Rijo Shukyudan                |

### Finale
|                               | Ergebnis |                |
| ----------------------------- | -------- | -------------- |
| Kaiserliche Universität Tokio | 0:3      | Rijo Shukyudan |